# Adri Bleuland van Oordt

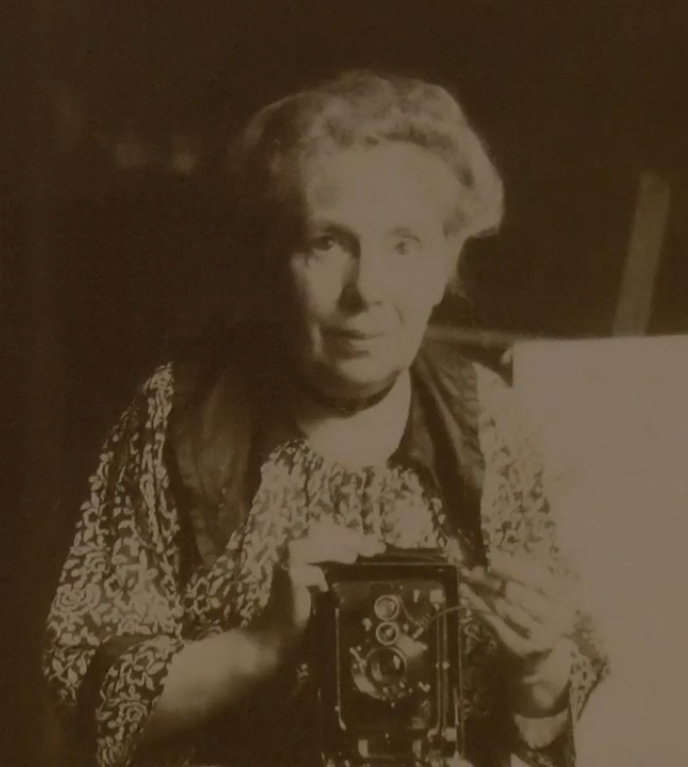
Adri Bleuland van Oordt (Selbstporträt)

Adriana Adri Maria Hendrika Bleuland van Oordt  (* 5. Juni 1862 in Rotterdam; † 21. Oktober 1944 in Hilversum) war eine niederländische Malerin.

## Leben und Werk

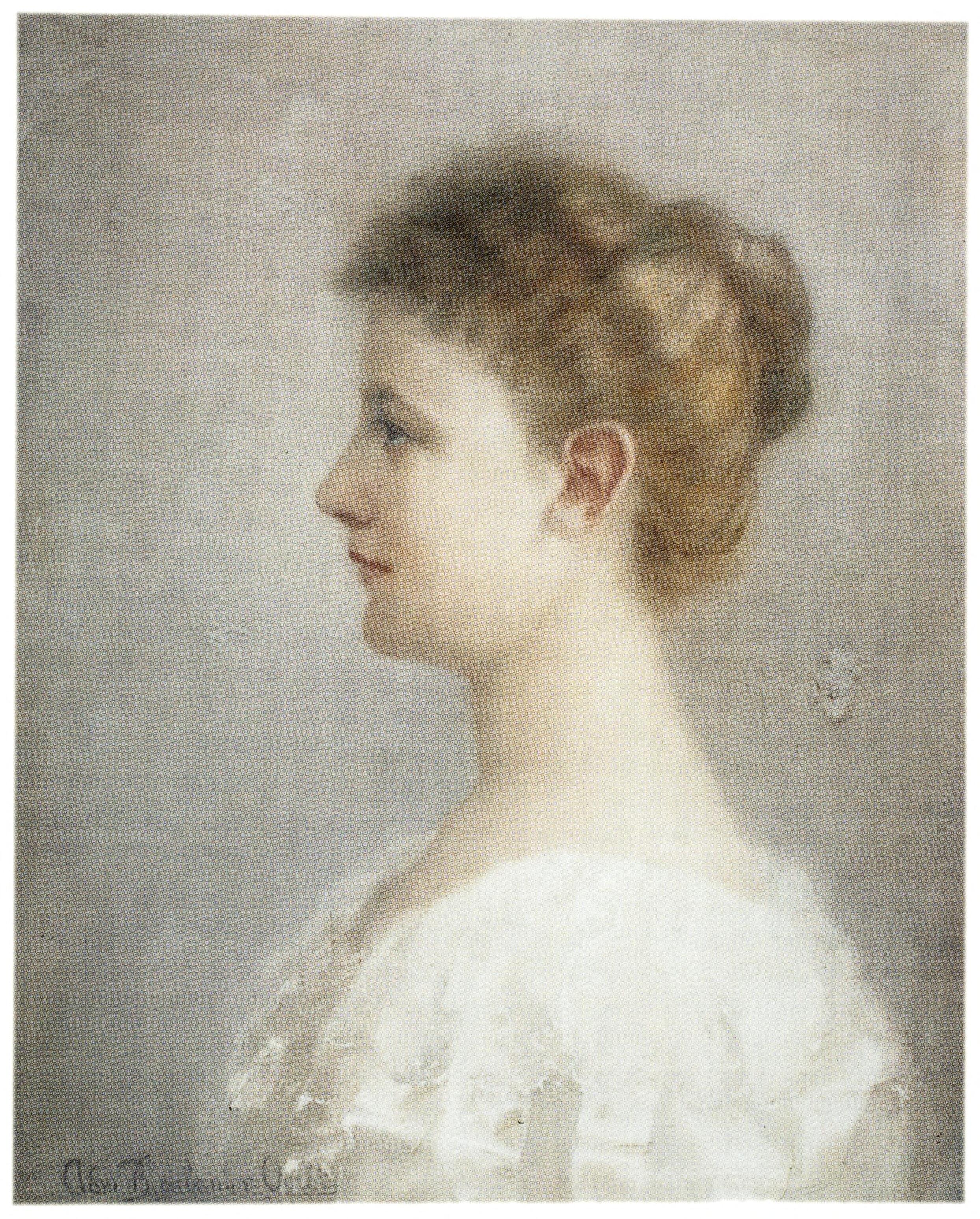
Porträt Wilhelmina, 1899

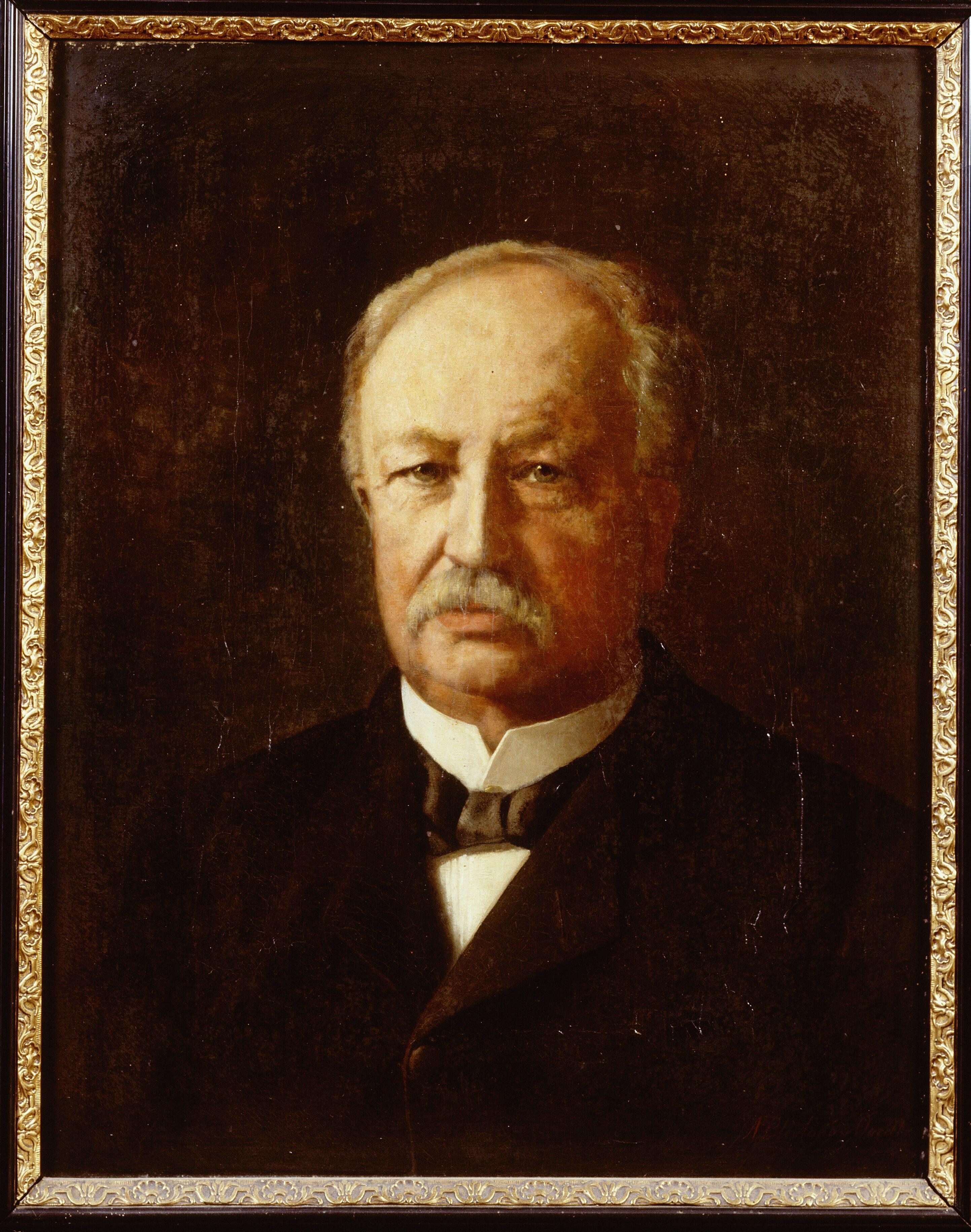
Porträt Johannes Tak van Poortvliet, 1875–1899

Adri Bleuland van Oordt wurde am 5. Juni 1862 in Rotterdam geboren. Ihre Schwester war die Malerin Johanna Bleuland van Oordt, mit der sie gemeinsam ein Atelier auf dem Landsitz Voorburg in Middendorp betrieb. Ihre Eltern waren Guilhelmina Catharina Arnoudina Hoogwerff und der Kaufmann und spätere Gasfabrikant Jan Bleuland van Oordt.
Bleuland van Oordt absolvierte eine Ausbildung zur Lehrerin, wählte dann aber eine eher künstlerische Richtung. Sie wurde an der Koninklijke Academie van Beeldende Kunsten in Den Haag als bildende Künstlerin ausgebildet und zeigte dort ein Talent für Zeichnen und Malen. Adri Bleuland van Oordt war eine Schülerin von Gerke Henkesen und Tony Offermans. Sie malte Porträts, Stillleben, Figuren- und Genreszenen. 1899 porträtierte sie Königin Wilhelmina. Sie war Mitglied der Amsterdamer Kunstenaarsvereniging Sint Lucas dem Haagsche Kunstkring und dem Pulchri Studio. Als Mitglied dieser Vereine wurden ihre Arbeiten regelmäßig im dortigen Stedelijk Museum und an anderen Orten ausgestellt.
Neben ihrer Arbeit als bildende Künstlerin engagierte sich Bleuland van Oordt in der Frauenbewegung. Sie setzte sich für die Gleichberechtigung von Mann und Frau und für das Frauenwahlrecht ein. Während des Ersten Weltkriegs engagierte sie sich für die Aufnahme belgischer Flüchtlinge.
Adri Bleuland van Oordt blieb unverheiratet und starb am 21. Oktober 1944 in Hilversum.